# Eycheil
Eycheil è un comune francese di 558 abitanti situato nel dipartimento dell'Ariège, nella regione dell'Occitania.

## Società

### Evoluzione demografica
Abitanti censiti